# サマー☆★げっちゅー
「サマー☆★げっちゅー」は、THE SUPER FRUITの3枚目のシングル。2023年9月6日につばさレコーズより発売された。

## 概要
THE SUPER FRUITにとって初めてとなる夏を題材にした楽曲である。堀内結流・田倉暉久・小田惟真がボーカルを務めた。
振付はCRE8BOYが担当し、腕をブンブンと振り回す「扇風機ダンス」がサビに取り入れられた。ミュージックビデオではボディペインターのチョーヒカルをスタッフに迎え入れ、メンバーの手の甲にメンバーカラーのアイスクリームをペイントする演出が採用された。
2023年8月12日、ミュージックビデオをYouTubeにて公開。9月6日、初回限定盤（CD＋DVD）と通常盤（CDのみ）の2形態で発売された。

## 収録曲

### 通常盤
CD
1. サマー☆★げっちゅー
作詞：サトダユーリ、作曲：塩原大貴・福田陽司、編曲：木下龍平
2. SCH。。L!
作詞：けんたあろは、作曲：けんたあろは、編曲：けんたあろは
3. ボーナスラジオ「夏到来!THE SUPER FRUITのアイスクリームタイム!」

### 初回限定盤
CD
1. サマー☆★げっちゅー
2. SCH。。L!

DVD
1. 「2ND 2MAN SHOW〜僕らの23春 花開け!スパ世が成長物語〜」@Spotify O-EAST（2023.4.15）
01. Seven Fruits
02. 学園天国
03. 素敵なMy Life
04. パノラマ
05. Dance Section
06. 馬鹿ばっか（デジタルロックver.）
07. Someday（JAZZver.）
08. サクラフレフレ
09. 君はリアコ製造機
10. チグハグ
11. ボクらの夜明け（ピアノアレンジバラードver.）
2. ボーナス映像「7色だんご」未公開シーン特別編